# آنا شیفر
آنا شیفر (انگلیسی: Anne Schaefer؛ ۱۰ ژوئیهٔ ۱۸۷۰ – ۳ مهٔ ۱۹۵۷) یک هنرپیشه اهل ایالات متحده آمریکا بود. 